# Daeqwon Plowden
Daeqwon Plowden (Filadélfia, 29 de agosto de 1998) é um jogador norte-americano de basquete profissional que atualmente joga pelo Atlanta Hawks na National Basketball Association (NBA) e no College Park Skyhawks da G-League.
Ele jogou basquete universitário pela Universidade de Bowling Green State.

## Carreira no ensino médio
Plowden é natural de Germantown, Filadélfia, e estudou na Mastery Charter North School. Ele foi o primeiro jogador da escola a atingir a marca de 1.000 pontos e foi selecionado duas vezes para a Equipe do Estado. No ensino médio, atuou principalmente como ala e pivô, e credita aos treinadores de sua equipe, Terrence Cook e Gerald Johnson, o desenvolvimento de suas habilidades combinadas de jogador de garrafão e armador.
Em 9 de novembro de 2016, Plowden assinou sua Carta Nacional de Intenção para jogar pela Universidade de Bowling Green State. O ESPN o classificou como o 20º melhor jogador da Pensilvânia em sua classe de recrutamento.

## Basquete universitário
Plowden foi nomeado para a Segunda-Equipe da Mid-American Conference (MAC) em 2020 e para a Terceira-Equipe em 2021 e 2022. Em 2022, ele também foi selecionado para a Equipe Defensiva da MAC.
Plowden encerrou sua carreira universitária somando 1.618 pontos e 935 rebotes. Ele não perdeu nenhum jogo durante sua trajetória no basquete universitário e se tornou o jogador com mais partidas disputadas na história do programa com 154 jogos.

## Carreira profissional

### Birmingham Squadron (2022–2023)
Antes do draft da NBA de 2022, Plowden treinou com o Washington Wizards, New Orleans Pelicans e Utah Jazz, mas não foi selecionado. Ele integrou o elenco dos Pelicans na Summer League de 2022 e teve média de 12 pontos. Em 9 de setembro de 2022, assinou com os Pelicans, mas foi dispensado em 15 de outubro. Em 4 de novembro, foi nomeado para o elenco do Birmingham Squadron na noite de abertura da G-League.
Plowden participou da Summer League de 2023 com o Oklahoma City Thunder.

### Osceola Magic (2023–2024)
Em 7 de setembro de 2023, seus direitos foram negociados para o Osceola Magic. Em 18 de outubro, assinou com o Orlando Magic, mas foi dispensado três dias depois. Em 2 de novembro, ingressou no Osceola Magic.
Em 16 de julho de 2024, Plowden assinou um contrato de duas vias com o Golden State Warriors, mas foi dispensado em 24 de setembro.

### Atlanta Hawks / College Park Skyhawks (2024-presente)
Em 27 de setembro de 2024, Plowden assinou com o Atlanta Hawks, mas foi dispensado em 18 de outubro. Oito dias depois, ele se juntou ao College Park Skyhawks e, em 27 de dezembro, assinou um contrato de duas vias com os Hawks.
Em 15 de janeiro de 2025, Plowden fez sua estreia na NBA, acertando seus primeiros sete arremessos de quadra e terminando a partida com 19 pontos na vitória por 110–94 sobre o Chicago Bulls.

## Links externos
- Biografia do Bowling Green Falcons